# Organizzazione per la proibizione delle armi chimiche

In verde i Paesi membri.

L'Organizzazione per la proibizione delle armi chimiche (sigla OPAC, o anche OPCW dall'inglese Organisation for the Prohibition of Chemical Weapons) è un'organizzazione internazionale, con sede a L'Aia, nei Paesi Bassi. Lo scopo dell'organizzazione è promuovere e verificare l'adesione alla convenzione sulle armi chimiche che proibisce l'uso di tali armi e ne chiede la distruzione. Le verifiche consistono sia nel valutare le dichiarazioni dei paesi membri, sia in vere e proprie ispezioni. Nel 2013 è stata insignita del premio Nobel per la pace con la seguente motivazione: "per i suoi ampi sforzi per eliminare le armi chimiche".

## Struttura organizzativa

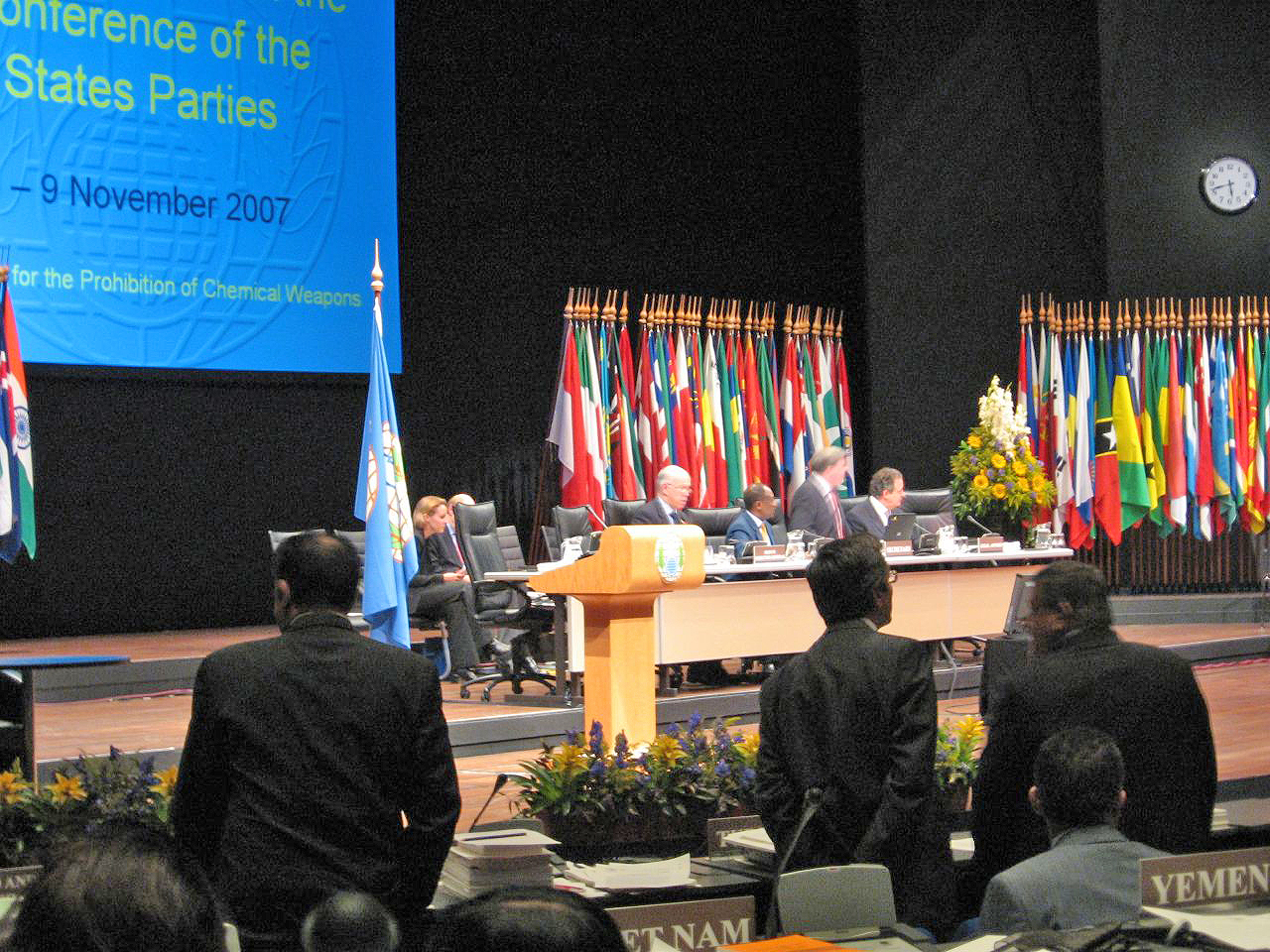
Conferenza dei Paesi membri nel 2007

Le attività dell'OPAC e il suo nucleo organizzativo sono descritti nella convenzione sulle armi chimiche (i cui firmatari sono tutti appartenenti anche all'OPAC). Il corpo principale è la Conferenza dei paesi membri, che normalmente si riunisce annualmente, cui tutti i paesi membri partecipano ed hanno un eguale diritto di voto. Le nazioni sono rappresentate nella Conferenza da rappresentanti permanenti che nella maggior parte dei casi sono gli ambasciatori stranieri nei Paesi Bassi. Durante la Conferenza si discute riguardo ai principali argomenti relativi l'organizzazione, per esempio eventuali sanzioni, e la convenzione, come approvare linee guida. Il Consiglio esecutivo è un organo cui appartengono 41 Paesi, nominati dalla Conferenza con un mandato biennale. Il Consiglio sovrintende al budget e coopera con il Segretariato Generale in relazione alla convenzione. Il Segretariato Tecnico si occupa della maggior parte delle attività su mandato del Consiglio di cui è il corpo e dove lavorano la maggior parte degli impiegati. Le principali attività dell'OPAC sono eseguite dalla divisione d'ispezione e verifica.

## Ispezioni

### Impianti di distruzione delle armi chimiche
In tutti gli impianti di distruzione delle armi chimiche il 24 luglio 2010 vi furono delle ispezioni dell'OPAC per verificare la reale distruzione di tali armi. A causa del pericolo per l'ambiente in cui le operazioni avvenivano, le verifiche sono generalmente eseguite tramite telecamere a circuito chiuso.

### Ispezioni alle industrie
Le ispezioni hanno lo scopo di verificare le conformità dei Paesi membri con l'obbligo di produrre e usare determinate sostanze chimiche e verificare che le attività industriali di queste nazioni siano correttamente dichiarate, in base agli obblighi della convenzione sulle armi chimiche. L'intensità e la frequenza delle ispezioni dipendono dal tipo di sostanze chimiche prodotte e non dipende dalla posizione del paese membro. Per le sostanze potenzialmente utilizzabili come armi e di raro uso industriale viene fatto un bilancio per vedere se queste sostanze chimiche corrispondono in numero a quanto denunciato dalla nazione stessa. Gli impianti che producono sostanze solamente a scopo industriale vengono ispezionati se vengono prodotte anche sostanze ritenute più pericolose. Dove queste sostanze non vengono prodotte, gli impianti vengono controllati per verificare l'assenza di tale produzione. Nel caso di sostanze pericolose, le ispezioni possono durare fino a 96 ore mentre per quelle di fascia industriale durano al massimo 24 ore. Non vi sono limiti di tempo per le sostanze ritenute estremamente pericolose.

### Richiesta e gestione delle ispezioni
In caso di denuncia di uso o di produzione di sostanze chimiche proibite, può avere luogo un'ispezione in base agli accordi della convenzione. Solo l'OPAC sovrintende a tali ispezioni su richiesta degli stati membri, dopo aver verificato le prove presentate. Tuttavia, una maggioranza di due terzi può bloccare la richiesta d'ispezione. L'OPAC può essere coinvolto dopo che soluzioni diplomatiche bilaterali hanno fallito.

## Relazione con le Nazioni Unite
L'OPAC non è un'agenzia delle Nazioni Unite ma collabora con l'organizzazione sia politicamente che materialmente. Il 7 settembre 2000, l'OPAC e l'ONU firmarono un accordo di cooperazione sottolineando come avrebbero coordinato le loro attività. Gli ispettori inoltre avrebbero avuto il permesso di viaggiare con i lasciapassare delle Nazioni Unite, nei quali sono specificati la posizione, i privilegi e le immunità. Anche i Gruppi Regionali delle Nazioni Unite cooperano con l'OPAC nel gestire le rotazioni nel Consiglio Esecutivo e nel fornire una piattaforma di discussione informale.

## Quartier Generale
Il Quartier Generale dell'OPAC fu disegnato dall'architetto statunitense Gerhard Kallmann.
L'Aia fu scelta come città dove costituire l'organizzazione dopo il successo del governo olandese, in competizione con Vienna e Ginevra. L'organizzazione ha la propria sede vicino al World Forum Convention Center (dove vengono tenute le riunioni annuali dei Paesi Membri dell'OPAC stessa) e agli impianti di laboratori e stoccaggio a Rijswijk (nei locali dell'TNO). La sede venne inaugurata ufficialmente dalla Regina Beatrice il 20 maggio 1998 ed è costituita da un edificio di otto piani costruito a semicerchio. Nel retro dell'edificio, aperto al pubblico, vi è un memoriale permanente a tutte le vittime.

## Struttura organizzativa
L'Organizzazione è guidata da un Direttore Generale, eletto direttamente dalla Conferenza. La successione dei Direttori è la seguente:
| Nazione   | Nome            | Data inizio mandato |
| --------- | --------------- | ------------------- |
| Brasile   | José Bustani    | 13 maggio 1997      |
| Argentina | Rogelio Pfirter | 25 luglio 2002      |
| Turchia   | Ahmet Üzümcü    | 25 luglio 2010      |
| Spagna    | Fernando Arias  | 25 luglio 2018      |

Il secondo mandato del primo Direttore Generale durò solo un anno, dopodiché fu rimosso dall'incarico su iniziativa di John R. Bolton, esponente tra i più aggressivi dell'amministrazione Bush junior. La stessa amministrazione aveva solo un anno prima caldeggiato fra gli stati membri il pieno rinnovo del mandato, ottenendolo. Fu usato il pretesto, poi dichiarato illegale dal tribunale amministrativo di Ginevra, di una cattiva gestione, mai documentata e dichiarata vaga e generica. Vi sono tuttavia molte controversie riguardo alle ragioni della rimozione di Bustani dal suo incarico. Egli stava negoziando con l'allora regime iracheno, con la speranza di convincerli a firmare la convenzione e ad unirsi all'OPAC, permettendo così agli ispettori di avere il pieno accesso al presunto arsenale di armi chimiche iracheno. I sostenitori di Bustani affermano che, se avesse avuto successo, lui sarebbe diventato un grosso ostacolo nei futuri piani di guerra americani. L'amministrazione Bush affermò che la posizione di Bustani non sarebbe stata sostenibile a lungo, a partire da tre principali ragioni: "condotta polarizzante e conflittuale", "malagestione degli argomenti" e "uso di ruoli inappropriati per l'OPAC". I sostenitori di Bustani dichiararono inoltre che l'ambasciatore americano minacciò alcuni membri dell'organizzazione nel tentativo di spingerli a supportare l'iniziativa americana contro Bustani, inclusa la minaccia di ritirare gli Stati Uniti dall'OPAC stessa. Questa decisione fu, in seguito, il fulcro di numerose controversie e venne dichiarata illegittima dall'Organizzazione internazionale del lavoro.